# Мачеська сільська рада
Мачеська сільська рада (біл. Мачаскі сельсавет) — адміністративно-територіальна одиниця в складі Березинського району розташована в Мінській області Білорусі. Адміністративний центр — Мачеськ.
Мачеська сільська рада розташована на межі центральної Білорусі, у східній частині Мінської області орієнтовне розташування — супутникові знимки [Архівовано 27 лютого 2009 у Wayback Machine.], східніше районного центру Березино.
До складу сільради входять 29 населених пунктів:
- Бабинка • Березівка • Боровиця • Биковичі • Воли • В'юнівка • Гужик • Дашниця • Дубровка • Дуліби • Журавок • Заброддя • Задор'є • Калинівка • Коробовське • Козлів Берег • Лосівка • Любушани • Мачеськ • Межонка • Нестерівка • Нові Приборки • Підосове • Пчелинськ • Рубіж • Старі Приборки • Тересино • Хутір • Ягідка.